# Barrington Levy
Barrington Levy (Clarendon, Jamaica, 30 de abril de 1964) é um cantor e compositor jamaicano de reggae.

## Carreira
Em 1976, Levy formou uma banda juntamente com o seu primo, Everton Dacres, chamados “Mighty Multitude”, lançaram o seu primeiro single “My Black Girl” em 1977. Levy estabeleceu-se numa carreira a solo no ano seguinte com “A Long Time Since We Don´t Have No Love”, mas foi um fracasso, mas era uma criança de 14 anos com sucesso nas discotecas da Jamaica. Cedo Levy conheceu Henry Juno e Hyman Wright, ambos produtores, acabando por gravar diversos singles como "Al Yah We Deh", "Looking My Love", "Englishman", "Wedding Ring Aside" e "Collie Weed", sendo todos êxitos e estabelecendo a carreira de Levy. Os próximos singles iriam igualmente ter sucesso, incluindo including "Shine Eye Girl", "Wicked Intention", "Jumpy Girl", "Skylarking" ,"Disco Music", "Reggae Music", "Never Tear My Love Apart", "Jah", "You Made Me So Happy" and "When You're Young and in Love". Apesar de álbuns não serem importantes na altura na Jamaica, Levy acabou por lançar  quatro antes de 1980, Shaolin Temple, Bounty Hunter, Shine Eye Gal(Reino Unido) e Englishman, um álbum muito aclamado pela critica..
Em 1980 “Robin Hood”, Levy já era um dos grandes artistas da Jamaica, e viu a sua fama internacional a crescer também, principalmente no Reino Unido. Lançou então uma série de êxitos fora de álbuns, incluindo "Mary Long Tongue", "In the Dark", "Too Poor", "I Have a Problem", "Even Tide Fire a Disaster", "I'm Not in Love", "You Have It", "Love of Jah", "Under Mi Sensi", "Tomorrow Is Another Day", "Robberman", "Black Roses", "My Woman" e "Money Move". Só voltou aos LP com “Lifestyle” e “Money Move”, seguido pelo seu álbum de maior sucesso no Reino Unido, Here I Come, Levy ganhou o prémio de Melhor Vocalista de reggae nos British Reggae Awards. Em 1993 Levy tentou entrar nos Estados Unidos da América com o álbum “Barrington”, mas ele e a sua editora MCA Records, não tinham uma boa relação e acabou por os separar.
Nos anos 90, Levy continuou a lançar êxitos na Jamaica e menos no Reino Unido, em 1998 lançou o álbum, “Living Dangerously” que inclui uma participação de um dos deejays mais promissores da Jamaica, Bounty Killer.Foi um dos sucessos maiores dos anos 90 de Levy e permitiu-lhe ser identificado por membros da nova geração das discotecas da altura. Depois da banda “Sublime” ter acabado em 1996, Levy e alguns membros juntaram-se para gravar alguns temas e partir em digressão.
Levy participou numa música de Rascalz, chamada ”Top Of The World”. Apareceu em dois singles do rapper Shyne, e numa música do artista de drum and bass, Aphrodite no álbum de 2000 “Aftershok”. Mais recentemente Levy apareceu no single “No Fuss” do álbum “Beg For Nothing” de Rascalz
O seu single de maior sucesso "Here I Come",  do álbum “Here I Come”, aparece nos videojogos Saints Row 2 e em Grand Theft Auto San Andreas, na rádio K-Jah West.

## Discografia

### Álbuns de Estúdio
- 1979 - Bounty Hunter
- 1979 - Shaolin Temple
- 1979 - Shine Eye Gal
- 1979 - Englishman
- 1980 - Robin Hood
- 1980 - Doh Ray Me
- 1981 - Run Come Ya!
- 1982 - 21 Girls Salute
- 1983 - Poor Man Style
- 1983 - Life Style
- 1983 - Hunter Man
- 1983 - Teach Me Culture
- 1984 - Money Move
- 1984 - Meets Frankie Paul
- 1984 - Life Style
- 1985 - Prison Oval Rock
- 1985 - Open Book'
- 1985 - Here I Come
- 1986 - Clash of the 80's (avec Cocoa Tea)
- 1988 - Love the Life You Live
- 1990 - Live and Learn Presents Beres Hammond and Barrington Levy
- 1992 - Turning Point
- 1994 - Divine
- 1995 - Barrington Levy's DJ Couteraction
- 1995 - Duets
- 1995 - Here I Come (remasters)
- 1996 - Time Capsule
- 1996 - Live in Concert
- 1996 - Wanted
- 1997 - Making Tracks
- 1997 - Englishman / Robin Hood (remasters)
- 1998 - Living Dangerously
- 2002 - Jah The Creator
- 2003 - Moonlight Lover
- 2005 - Barrington Levy In Dub
- 2006 - Shaolin Temple (remasters)
- 2007 - Englishman (remasters)
- 2007 - Robin Hood (remasters)

### Compilações
- 1983 - Barrington Levy
- 1986 - Collection
- 1990-  Broader Than Broadway
- 1992 - 20 Vintage Hits
- 1993 - Barrington
- 1994 - Reggae Vibes
- 1997 - Original Raggamuffin Part One
- 1997 - Ras Portraits
- 1998 - Too Experienced, The Best Of Barrington Levy
- 1999 - Back To Back
- 2001 - Dressed to Kill
- 2002 - Gold
- 2003 - Divine
- 2004 - This Is Crucial Reggae
- 2004 - Here I Come
- 2005 - Love Your Brother Man - The Early Years
- 2008 - Barrington Levy & Friends - Teach The Youth